# Laura Pausini

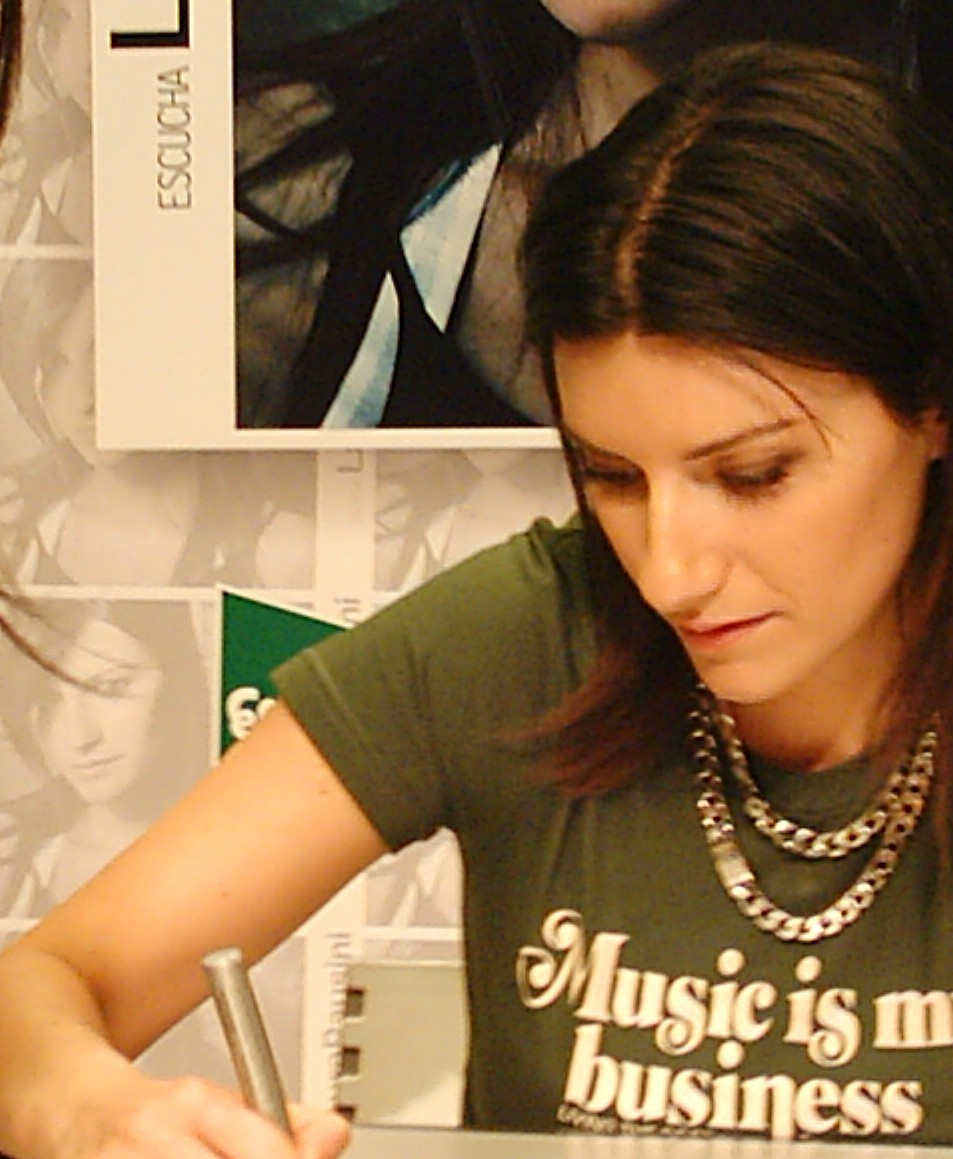
Laura Pausini, år 2004.

Laura Pausini, född 16 maj 1974 i Faenza, Emilia-Romagna, är en italiensk sångerska.
Pausini föddes i Faenza i provinsen Ravenna i regionen Emilia-Romagna i Italien och växte upp i den lilla staden Solarolo i samma provins. Vid åtta års ålder började hon sjunga i pianobarer med sin far. Hennes stora genombrott kom med vinsten i debutantklassen vid San Remo-festivalen den 25 februari 1993 när hon sjöng La solitudine.
Pausini har släppt album på italienska, spanska, portugisiska och engelska. Hennes skivor har fram till början av 2011 sålt i omkring 70 miljoner exemplar.
Av svenska skivrecensenter har hennes musikstil beskrivits som schlagerpop, smörschlager och italovispop. Vanligen sjunger hon romantiska ballader men emellanåt också om anorexi, rasism och fattigdom. Pausini har blivit känd i hela Västeuropa och har besökt Sverige flera gånger. Hennes engelskspråkiga album From the Inside sålde dock inte något vidare i USA. Pausini har även gjort en duett med sångaren James Blunt.
Laura Pausini gifte sig 2023 med gitarristen Paolo Carta som hon sammanlevt med sedan 2005. De har en dotter, född 2013.

## Diskografi

### Album

#### Studioalbum
Italienska samt spanska utgåvor.
- 1994 - Laura Pausini
- 1995 - Laura
- 1996 - Le cose che vivi / Las cosas que vives
- 1998 - La mia riposta / Mi respuesta
- 2000 - Tra te e il mare / Entre tú y mil mares
- 2001 - E ritorno da te / Volveré junto a ti (samlingsalbum)
- 2002 - From the Inside
- 2004 - Resta in ascolto / Escucha
- 2006 - Io Canto / Yo Canto
- 2009 - Primavera in anticipo / Primavera anticipada
- 2011 - Inedito / Inédito